# Neotenophycus
Neotenophycus, monotipski rod crvenih algi smješten u vlastiti tribus Neotenophyceae, dio porodice Rhodomelaceae.Jedina vrsta je morska alga N. ichthyosteus iz Pacifika, opisana 2002.